# Serge Besset
Pour les articles homonymes, voir Besset (homonymie).
 (novembre 2012).
Si vous disposez d'ouvrages ou d'articles de référence ou si vous connaissez des sites web de qualité traitant du thème abordé ici, merci de compléter l'article en donnant les références utiles à sa vérifiabilité et en les liant à la section « Notes et références ».
Serge Besset, né en 1954, est un compositeur de musique de film français. Son nom est associé au réalisateur Jacques-Rémy Girerd avec qui il travaille depuis 1984. Il a ainsi composé la musique de nombreux films d'animation des studios Folimage.
Il participe à des débats sur les compositeurs de films d'animation en 2001 à Anima (festival international des professionnels de l'animation), dans le cadre du Festival du dessin animé et du film d'animation de Bruxelles, en Belgique.

## Œuvres

### Musiques de films
- 1994 : Le Moine et le poisson, César du meilleur court métrage en 1996, dont la musique reprend La Follia d'Arcangelo Corelli
- 1998 : L'Enfant au grelot
- 1999 : Les Tragédies minuscules
- 2000 : Patate et le Jardin potager
- 2003 : La Prophétie des grenouilles
- 2008 : Mia et le Migou
- 2010 : Une vie de chat
- 2010 : Ma petite planète chérie
- 2013 : Le Père Frimas
- 2014 : One More Hat
- 2014 : Tante Hilda !.
- 2015 : Phantom Boy
- 2023 : Nina et le Secret du Hérisson